# Ernassa ignata
Ernassa ignata är en fjärilsart som beskrevs av Lauro Travassos 1944. Ernassa ignata ingår i släktet Ernassa och familjen björnspinnare. Inga underarter finns listade i Catalogue of Life.